# Quân hàm Quân đội nhân dân Việt Nam

Quân hiệu Quân đội nhân dân Việt Nam

Quân hàm của Quân đội nhân dân Việt Nam  là biểu trưng thể hiện cấp bậc, ngạch bậc, quân chủng, binh chủng trong Quân đội nhân dân Việt Nam.
Hệ thống danh xưng các cấp bậc quân hàm của Quân đội nhân dân Việt Nam được đặt ra tương đối hoàn chỉnh từ năm 1946, mà nguyên thủy được tham chiếu theo hệ thống quân hàm của quân đội Nhật Bản, về kiểu dáng tham chiếu đến hệ thống quân hàm của Quân đội Pháp. Cái tên "Quân đội nhân dân Việt Nam" là do Chủ tịch Hồ Chí Minh đặt ra.
Năm 1958, hệ thống quân hàm của Quân đội nhân dân Việt Nam được hoàn chỉnh hơn, trong đó bổ sung cấp hàm Thượng tướng.
Giai đoạn 1982–1992 quân hàm Thượng tá bị bãi bỏ, theo đó những sĩ quan cấp Thượng tá được mặc nhiên nâng thành Đại tá.
Từ năm 1992 quân hàm Thượng tá được khôi phục. Cho đến nay tuy có một số thay đổi nhỏ, nhưng nhìn chung hệ thống quân hàm trong Quân đội nhân dân Việt Nam ngày càng được hoàn chỉnh và ổn định.

## Lịch sử hình thành
Năm 1946, hệ thống danh xưng các cấp bậc quân hàm Việt Nam được Chính phủ Việt Nam Dân chủ Cộng hoà đặt ra tương đối hoàn chỉnh, mà nguyên thủy dựa theo hệ quy chiếu quân hàm của quân đội Nhật Bản, được quy định thành 5 cấp và 15 bậc, áp dụng cho Quân đội nhân dân Việt Nam. Tuy nhiên, do hoàn cảnh chiến tranh, hệ thống này ít được áp dụng trừ một vài trường hợp cá biệt.
Cấp Tướng (3 bậc)
- Đại tướng: 3 sao vàng trên nền đỏ
- Trung tướng: 2 sao vàng trên nền đỏ
- Thiếu tướng: 1 sao vàng trên nền đỏ

Cấp Tá (4 bậc)
- Đại tá: 3 lon vàng và 1 sao vàng trên nền đỏ
- Thượng tá: 2 lon vàng và 1 sao vàng trên nền đỏ
- Trung tá: 2 lon vàng và 1 sao vàng trên nền đỏ
- Thiếu tá: 1 lon vàng và 1 sao vàng trên nền đỏ

Cấp Uý (4 bậc)
- Đại úy: 3 lon vàng trên nền đỏ
- Trung úy: 2 lon vàng trên nền đỏ
- Thiếu úy: 1 lon vàng trên nền đỏ
- Chuẩn úy: 1 lon chữ V vàng trên nền đỏ

Cấp Sĩ (3 bậc)
- Thượng sĩ: biểu tượng đỏ trên nền vàng tươi
- Trung sĩ: biểu tượng đỏ trên nền vàng tươi
- Hạ sĩ: biểu tượng đỏ trên nền vàng tươi

Cấp Binh (2 bậc)
- Binh nhất: biểu tượng đỏ trên nền vàng tươi
- Binh nhì: (không có quân hàm)

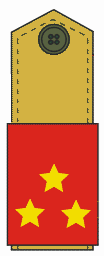
Đại tướng
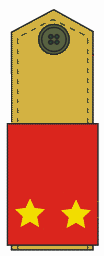
Trung tướng
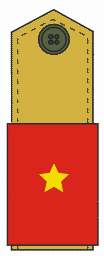
Thiếu tướng
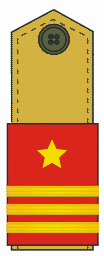
Đại tá
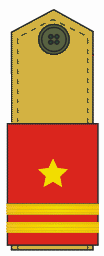
Trung tá
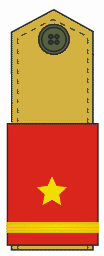
Thiếu tá
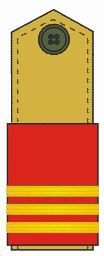
Đại úy
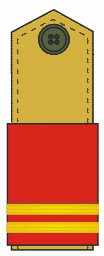
Trung úy
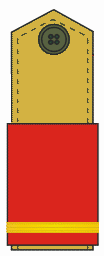
Thiếu úy
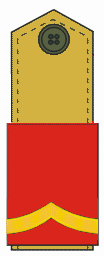
Chuẩn úy

Năm 1958, sau khi nắm được quyền kiểm soát miền Bắc Việt Nam, chính quyền Việt Nam Dân chủ Cộng hòa đã cải tổ quân đội, lúc này đã mang tên Quân đội nhân dân Việt Nam, theo hướng chính quy chuyên nghiệp. Một hệ thống quân hàm mới được cải tiến được đặt ra, dựa theo hệ thống quân hàm của Quân Giải phóng Nhân dân Trung Quốc (đã đặt ra trước đó 3 năm).
Tại miền Nam, Quân Giải phóng Miền Nam Việt Nam không áp dụng hệ thống quân hàm chính thức như Quân đội nhân dân Việt Nam tại miền Bắc mà sử dụng hệ thống cấp bậc riêng theo chức vụ nắm giữ. Tuy nhiên, điều này không ảnh hưởng nhiều đến khả năng chỉ huy trong tổ chức quân đội và các sĩ quan Quân Giải phóng Miền Nam Việt Nam hầu hết đều được phong cấp bậc của Quân đội nhân dân Việt Nam. Điều này chỉ chấm dứt vào năm 1976, khi Quân Giải phóng Miền Nam Việt Nam sáp nhập hoàn toàn với Quân đội nhân dân Việt Nam.
Năm 1982, cấp bậc tướng hải quân có tên gọi chính thức là cấp bậc Đô đốc. Cấp bậc Thượng tá bị bãi bỏ.
Từ năm 1992 trở đi, danh xưng Thượng tá được khôi phục và hệ thống quân hàm Việt Nam được áp dụng ổn định cho đến ngày nay, chỉ có những sửa đổi về mặt hình thức.
Từ năm 2008, cấp hiệu sĩ quan cấp Tướng được in chìm hoa văn mặt trống đồng. Cấp hiệu sĩ quan cấp Úy, Tá được dệt với các đường chỉ như cấp hiệu sĩ quan cấp Tướng kiểu cũ.
Hiện nay, theo Luật Sĩ quan Quân đội nhân dân Việt Nam, cấp bậc quân hàm sĩ quan hiện tại của Việt Nam gồm 4 cấp 12 bậc được xếp từ cao xuống thấp: Đại tướng, Thượng tướng, Trung tướng, Thiếu tướng, Đại tá, Thượng tá, Trung tá, Thiếu tá, Đại úy, Thượng úy, Trung úy, Thiếu úy.
Luật Nghĩa vụ quân sự quy định cấp bậc quân hàm của hạ sĩ quan, binh sĩ trong Quân đội nhân dân Việt Nam gồm: Thượng sĩ, Trung sĩ, Hạ sĩ, Binh nhất, Binh nhì.
Từ ngày 01 tháng 7 năm 2016, Luật quân nhân chuyên nghiệp, công nhân và viên chức quốc phòng 2015 có hiệu lực, cấp bậc Chuẩn úy Quân nhân chuyên nghiệp bị bãi bỏ.

## Hệ thống cấp hiệu Quân đội nhân dân Việt Nam
Nghị định số 82/2016/NĐ-CP, ngày 01/7/2016 của Chính phủ quy định quân hiệu, cấp hiệu, phù hiệu và trang phục của Quân đội nhân dân Việt Nam như sau:
Cấp hiệu của Quân đội nhân dân Việt Nam là biểu trưng thể hiện cấp bậc trong ngạch quân sự của sĩ quan, quân nhân chuyên nghiệp, học viên, hạ sĩ quan – binh sĩ trong Quân đội nhân dân Việt Nam.

### Cấp hiệu của sĩ quan, học viên là sĩ quan
Hình dáng: Hai cạnh đầu nhỏ và hai cạnh dọc.
Nền cấp hiệu màu vàng, riêng Bộ đội Biên phòng màu xanh lá cây và Cảnh sát biển màu xanh dương. Nền cấp hiệu của sĩ quan cấp tướng có in chìm hoa văn mặt trống đồng, tâm mặt trống đồng ở vị trí gắn cúc cấp hiệu.
Đường viền cấp hiệu: Lục quân, Bộ đội Biên phòng màu đỏ tươi, Phòng không – Không quân màu xanh hòa bình, Hải quân màu xanh than, Cảnh sát biển màu vàng.
Trên nền cấp hiệu gắn:
- Cúc cấp hiệu: hình tròn, dập nổi hoa văn (cấp tướng hình Quốc huy; cấp tá, cấp úy hình hai bông lúa xung quanh và ngôi sao năm cánh ở giữa)
- Gạch: Cấp hiệu của cấp tướng không có gạch ngang, cấp tá có 2 gạch ngang, cấp úy có 1 gạch ngang
- Sao: màu vàng, số lượng sao:
  - Thiếu úy, Thiếu tá, Thiếu tướng, Chuẩn Đô đốc Hải quân: 1 sao;
  - Trung úy, Trung tá, Trung tướng, Phó Đô đốc Hải quân: 2 sao;
  - Thượng úy, Thượng tá, Thượng tướng, Đô đốc Hải quân: 3 sao;
  - Đại úy, Đại tá, Đại tướng: 4 sao.

Hình cấp hiệu:
|                                  | Sĩ quan              | Sĩ quan                       | Sĩ quan                          | Sĩ quan                            | Sĩ quan | Sĩ quan   | Sĩ quan  | Sĩ quan  | Sĩ quan | Sĩ quan   | Sĩ quan  | Sĩ quan  |
| Cấp Tướng                        | Cấp Tướng            | Cấp Tướng                     | Cấp Tướng                        | Cấp Tá                             | Cấp Tá  | Cấp Tá    | Cấp Tá   | Cấp Úy   | Cấp Úy  | Cấp Úy    | Cấp Úy   |          |
| -------------------------------- | -------------------- | ----------------------------- | -------------------------------- | ---------------------------------- | ------- | --------- | -------- | -------- | ------- | --------- | -------- | -------- |
| Cấp bậc                          | Đại tướng            | Thượng tướng, Đô đốc Hải quân | Trung tướng, Phó Đô đốc Hải quân | Thiếu tướng, Chuẩn Đô đốc Hải quân | Đại tá  | Thượng tá | Trung tá | Thiếu tá | Đại úy  | Thượng úy | Trung úy | Thiếu úy |
| Binh chủng hợp thành - Lục quân  |                      |                               |                                  |                                    |         |           |          |          |         |           |          |          |
| Phòng không – Không quân         | Không có tương đương |                               |                                  |                                    |         |           |          |          |         |           |          |          |
| Hải quân                         | Không có tương đương |                               |                                  |                                    |         |           |          |          |         |           |          |          |
| Biên phòng                       | Không có tương đương | Không có tương đương          |                                  |                                    |         |           |          |          |         |           |          |          |
| Cảnh sát biển                    | Không có tương đương | Không có tương đương          |                                  |                                    |         |           |          |          |         |           |          |          |
| Tác chiến không gian mạng        | Không có tương đương | Không có tương đương          |                                  |                                    |         |           |          |          |         |           |          |          |
| Bảo vệ Lăng Chủ tịch Hồ Chí Minh | Không có tương đương | Không có tương đương          | Không có tương đương             |                                    |         |           |          |          |         |           |          |          |

### Cấp hiệu của quân nhân chuyên nghiệp
Cấp hiệu quân nhân chuyên nghiệp thực hiện như cấp hiệu của sĩ quan, học viên là sĩ quan nhưng trên nền cấp hiệu có 1 đường màu hồng rộng 5 mm ở chính giữa theo chiều dọc (tương tự cấp úy công an).
Hình cấp hiệu:
| Quân chủng/Bộ tư lệnh | Quân chủng/Bộ tư lệnh | Lục quân | Hải quân | Phòng không – Không quân | Bộ đội Biên phòng | Cảnh sát biển |
| --------------------- | --------------------- | -------- | -------- | ------------------------ | ----------------- | ------------- |
| Cấp                   | Bậc                   |          |          |                          |                   |               |
| Cấp Tá                | Thượng tá QNCN        |          |          |                          |                   |               |
| Cấp Tá                | Trung tá QNCN         |          |          |                          |                   |               |
| Cấp Tá                | Thiếu tá QNCN         |          |          |                          |                   |               |
| Cấp Úy                | Đại úy QNCN           |          |          |                          |                   |               |
| Cấp Úy                | Thượng úy QNCN        |          |          |                          |                   |               |
| Cấp Úy                | Trung úy QNCN         |          |          |                          |                   |               |
| Cấp Úy                | Thiếu úy QNCN         |          |          |                          |                   |               |

### Cấp hiệu của hạ sĩ quan, binh sĩ
Hình dáng: Hai cạnh đầu nhỏ và hai cạnh dọc.
Nền cấp hiệu màu be, riêng Bộ đội Biên phòng màu xanh lá cây.
Đường viền cấp hiệu: Lục quân, Bộ đội Biên phòng màu đỏ tươi, Phòng không – Không quân màu xanh hòa bình, Hải quân màu xanh than, Cảnh sát biển màu vàng.
Trên nền cấp hiệu gắn:
- Cúc cấp hiệu dập nổi hoa văn hình hai bông lúa xung quanh và ngôi sao năm cánh ở giữa.
- Vạch ngang hoặc vạch hình chữ V màu đỏ. Số lượng:
  - Binh nhì: 1 vạch hình chữ V;
  - Binh nhất: 2 vạch hình chữ V;
  - Hạ sĩ: 1 vạch ngang;
  - Trung sĩ: 2 vạch ngang;
  - Thượng sĩ: 3 vạch ngang.

Hình cấp hiệu:
|                          | Hạ sĩ quan | Hạ sĩ quan | Hạ sĩ quan | Binh sĩ   | Binh sĩ  |
| Cấp bậc                  | Thượng sĩ  | Trung sĩ   | Hạ sĩ      | Binh nhất | Binh nhì |
| Lục quân                 |            |            |            |           |          |
| Phòng không – Không quân |            |            |            |           |          |
| Hải quân                 |            |            |            |           |          |
| Biên phòng               |            |            |            |           |          |
| Cảnh sát biển            |            |            |            |           |          |

### Cấp hiệu của hạ sĩ quan – binh sĩ Hải quân khi mặc áo cổ yếm
Hình dáng: Hình vuông.
Nền cấp hiệu màu xanh than, có hình phù hiệu Hải quân.
Đường viền cấp hiệu: Không có đường viền.
Trên nền cấp hiệu gắn: Vạch ngang màu vàng. Số lượng vạch:
- Binh nhì: 1 vạch ở đầu dưới cấp hiệu;
- Binh nhất: 2 vạch cân đối ở hai đầu cấp hiệu;
- Hạ sĩ: 1 vạch cân đối ở giữa cấp hiệu;
- Trung sĩ: 2 vạch cân đối ở giữa cấp hiệu;
- Thượng sĩ: 3 vạch cân đối ở giữa cấp hiệu.

Hình cấp hiệu:
| Hạ sĩ quan | Hạ sĩ quan | Hạ sĩ quan | Chiến sĩ  | Chiến sĩ |
| Thượng sĩ  | Trung sĩ   | Hạ sĩ      | Binh nhất | Binh nhì |
|            |            |            |           |          |

### Cấp hiệu của học viên đào tạo sĩ quan, hạ sĩ quan, nhân viên chuyên môn kỹ thuật
Hình dáng: Hai cạnh đầu nhỏ và hai cạnh dọc.
Nền cấp hiệu: Lục quân màu đỏ tươi; Phòng không – Không quân màu xanh hòa bình; Hải quân màu tím than; Bộ đội Biên phòng màu xanh lá cây.
Đường viền cấp hiệu: Màu vàng. Học viên đào tạo sĩ quan đường viền rộng 5 mm; học viên đào tạo hạ sĩ quan, nhân viên chuyên môn kỹ thuật đường viền rộng 3 mm.
Trên nền cấp hiệu gắn cúc cấp hiệu. Cúc cấp hiệu dập nổi hoa văn hình hai bông lúa xung quanh và ngôi sao năm cánh ở giữa.
Hình cấp hiệu:
| Lục quân | Hải quân | Phòng không – Không quân | Bộ đội Biên phòng | Cảnh sát biển |
| -------- | -------- | ------------------------ | ----------------- | ------------- |
|          |          |                          |                   |               |
|          |          |                          |                   |               |

### Phù hiệu kết hợp cấp hiệu của Quân đội nhân dân Việt Nam
Phù hiệu kết hợp cấp hiệu được sử dụng đối với quân phục dã chiến hoặc khi không cần thiết phải mang cấp hiệu.
Nền phù hiệu hình bình hành; Lục quân màu đỏ tươi, Bộ đội Biên phòng màu xanh lá cây, Phòng không – Không quân màu xanh hòa bình, Hải quân màu xanh than. Nền phù hiệu của cấp tướng có viền màu vàng rộng 5 mm ở 3 cạnh kề nhau.

#### Phù hiệu cấp Tướng
Trên nền phù hiệu gắn hình phù hiệu, sao màu vàng, riêng cấp tướng binh chủng hợp thành không gắn hình phù hiệu. Số lượng sao:
- Thiếu tướng, Chuẩn Đô đốc Hải quân: 1 sao;
- Trung tướng, Phó Đô đốc Hải quân: 2 sao;
- Thượng tướng, Đô đốc Hải quân: 3 sao;
- Đại tướng: 04 sao.

Ví dụ:

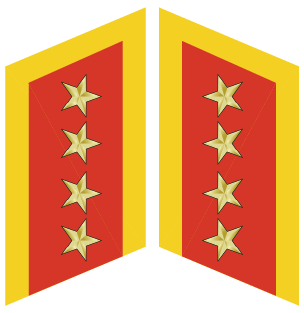
Đại tướng Lục quân – Binh chủng hợp thành
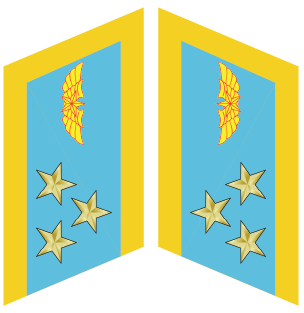
Thượng tướng Phòng không – Không quân
Phó Đô đốc Hải quân
Thiếu tướng Bộ đội Biên phòng

#### Phù hiệu cấp sĩ quan, học viên là sĩ quan, quân nhân chuyên nghiệp
Trên nền phù hiệu gắn hình phù hiệu, gạch dọc và sao màu vàng. Cấp tá 2 gạch dọc, cấp úy 1 gạch dọc. Số lượng sao:
- Thiếu úy, Thiếu tá: 1 sao;
- Trung úy, Trung tá: 2 sao;
- Thượng úy, Thượng tá: 3 sao;
- Đại úy, Đại tá: 4 sao.

#### Phù hiệu hạ sĩ quan, binh sĩ, học viên
Cấp sĩ: Trên nền phù hiệu gắn hình phù hiệu, 1 vạch dọc và sao màu vàng. Số lượng sao:
- Thượng sĩ: 3 sao;
- Trung sĩ: 2 sao;
- Hạ sĩ: 1 sao.

Cấp binh: Trên nền phù hiệu gắn hình phù hiệu, sao màu vàng. Số lượng sao:
- Binh nhất: 2 sao;
- Binh nhì: 1 sao.

Học viên đào tạo sĩ quan, hạ sĩ quan, nhân viên chuyên môn kỹ thuật: Gắn hình phù hiệu, 1 vạch dọc màu vàng ở giữa, không gắn sao. Vạch dọc của học viên đào tạo sĩ quan rộng 5 mm, của học viên đào tạo hạ sĩ quan, nhân viên chuyên môn kỹ thuật rộng 3 mm.
Các ví dụ:

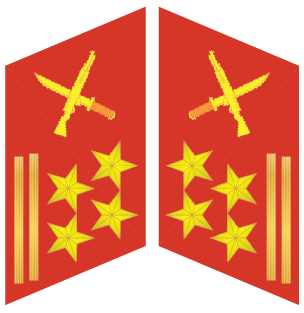
Đại tá Bộ binh
Thượng úy Phòng không – Không quân
Hạ sĩ Bộ đội Ra-đa
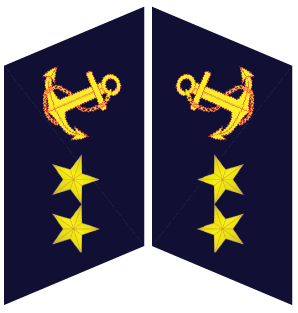
Binh nhất Hải quân
Học viên sĩ quan Bộ đội Biên phòng

## Phù hiệu
| Quân chủng/Bộ tư lệnh            | Binh chủng hợp thành – Lục quân | Hải quân | Phòng không – Không quân | Bộ đội Biên phòng | Cảnh sát biển | Tác chiến không gian mạng | Bảo vệ Lăng Chủ tịch Hồ Chí Minh |
| -------------------------------- | ------------------------------- | -------- | ------------------------ | ----------------- | ------------- | ------------------------- | -------------------------------- |
| Quân chủng/Bộ tư lệnh            |                                 |          |                          |                   |               |                           |                                  |
| Sĩ quan cấp tướng                |                                 |          |                          |                   |               |                           |                                  |
| Sĩ quan cấp tá, cấp úy, học viên |                                 |          |                          |                   |               |                           |                                  |
| Hạ sĩ quan & chiến sĩ            | Không có tương đương            |          |                          |                   |               |                           |                                  |